# American Conquest
American Conquest és un videojoc d'estratègia en temps real produït i dissenyat per CDV i GSC Game World, desenvolupadors també de la sèrie Cossacks. L'acció es desenvolupa entre els segles XV i xix al continent americà. També hi ha un pac d'expansió produït per American Conquest, anomenat American Conquest: Fight Back i una edició d'or, que té l'original i el pac d'expansió junts. L'últim editat de la sèrie és American Conquest: Nació Dividida el 2006. Els tres títols estan disponibles conjuntament com a l'Antologia d'American Conquest.

## Característiques
- Estratègia èpica en temps real amb rerefons històric.
- Batalles amb més de 16.000 unitats d'Amèrica entre el 1492 i el 1813.
- Vuit campanyes amb quaranta-dues missions.
- Nou missions separades per a un jugador.
- Dotze nacions i tribus diferents: Espanya, Gran Bretanya, França, els asteques, els inques, els maies, els sioux, els delaware, els hurons, la Confederació Iroquesa, els pueblo, Estats Units (que comença el joc com a Anglaterra).
- Cent unitats diferents i cent sis edificis.
- Formacions tàctiques per a infanteria, cavalleria i artilleria.
- La moral de la lluita està influenciada per victòries, derrotes, subministraments de queviures, equip i pagament de mercenaris.
- Mapes (pantalles de 30x20, 1024x758 píxels).
- Mode multijugador fins a set jugadors mitjançant LAN o Internet: deathmatch, batalles històriques, sistema de campionats automàtic, Guerra d'Amèrica.